# Tindaria brunnea
Tindaria brunnea är en musselart som beskrevs av Dall 1916. Tindaria brunnea ingår i släktet Tindaria och familjen tandmusslor. Inga underarter finns listade i Catalogue of Life.